# Spawalnictwo
Spawalnictwo – dział technologii obejmujący procesy łączenia metali i stopów oraz tworzyw sztucznych w wyniku skoncentrowanego doprowadzenia ciepła do miejsca, gdzie ma powstać złącze, i wytworzenie spoiny, zgrzeiny lub lutowiny.
Do zasadniczych procesów spawalniczych należą: spawanie, zgrzewanie i lutowanie. Spawalnictwo obejmuje również tzw. procesy pokrewne spawaniu: napawanie, lutospawanie, natryskiwanie cieplne, hartowanie (powierzchniowe) oraz klejenie i cięcie termiczne.